# Gustav Adolfland
Gustav Aldolfland (Noors:Gustav Adolf Land) is een streek op het eiland Nordaustlandet, een van de eilanden van de Noorse Spitsbergen-archipel. Gustav Adolfland ligt in het zuidwesten van het eiland, en omvat ook het schiereiland Scaniahalvøya.
De streek ligt ten zuidwesten van de gletsjer Austfonna. Het schiereiland wordt aan de noordzijde begrensd door het Wahlenbergfjorden, de rivier van en het meer de Brånevatnet (in het Rijpdalen), en de gletsjer Winsnesbreen, in het oosten door de lijn van deze gletsjer naar de bocht Vibebukta, in het zuiden en westen door de Straat Hinlopen. De baai Palanderbukta snijdt in de streek in. Ten noordwesten ligt het Gustav-V-land, ten noordoosten het Harald V-land.
Aan de noordzijde van de landstreek komen de gletsjers Etonbreen, Eindridebreen, Vikingbreen, Hårbardbreen en Ludolf Schjelderupbreen op het fjord Wahlenbergfjorden uit. Op het schiereiland Scaniahalvøya liggen de ijskappen Glitnefonna en Vegafonna. Vanuit de Glitnefonna komen de gletsjers Clasebreen en Holtenbreen en vanaf de Vegafonna de gletsjers Palanderbreen en Ericabreen. 
De streek is vernoemd naar de Zweedse koning Gustaaf VI Adolf (1882-1973).